# Anders Keith

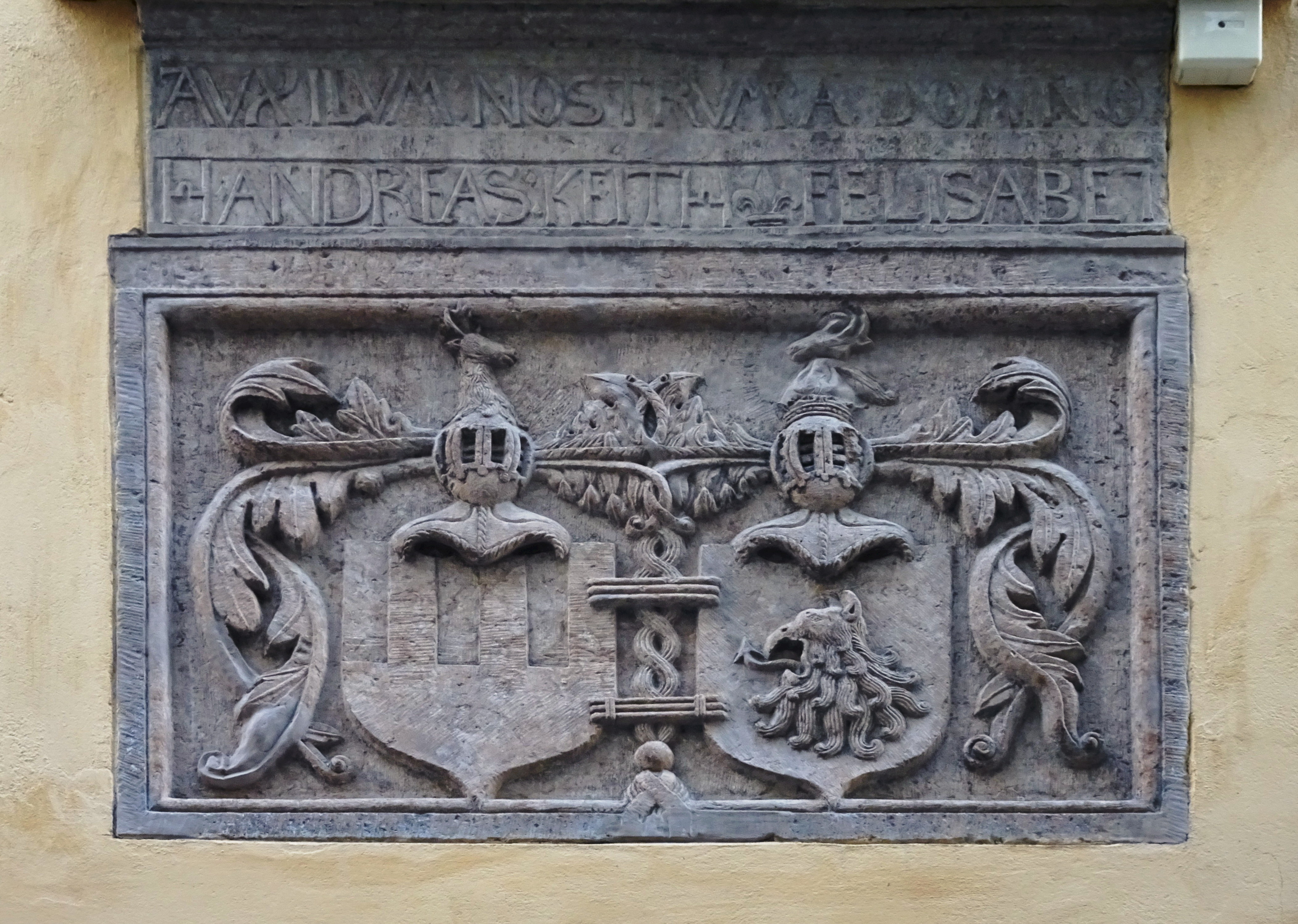
Portalsten med Anders Keiths och Elisabet Birgersdotters Grips vapen på fasaden Baggensgatan 27, Gamla stan.

Anders (Andrew) Keith, död 1606,[källa behövs] var 1568–1573 kapten till en trupp skotska kavallerister. Han inkom i riket under Johan III:s tid.
År 1574 blev han kommendant för Vadstena slott och blev utnämnd till friherre. Samma år gifte han sig med Elisabeth Birgersdotter Grip som var släkt med Johan III. Hon var dotter till Birger Nilsson Grip och Brita Joakimsdotter Brahe och barnbarn till Margareta Eriksdotter Vasa, syster till Gustav Vasa, och Joakim Brahe; kungen betalade troligen deras bröllop.
År 1576 blev han hovkommissionär. Två år senare köpte han fastigheten Baggensgatan 27 i Stockholm.
År 1579 blev han kapten för kavalleriet. År 1583 var han svenskt sändebud till drottning Elisabet I av England.
Keith dog i Paris 1606. Elisabeth Birgersdotter Grip dog 1624 på Finsta i Skederid. De fick aldrig några barn.